# 鈴木紀夫
铃木纪夫（すずき のりお，1949年4月—1986年11月）日本探险家。生于千叶县市原市。法政大学经济学系二年级退学。因成功寻获旧日本陆军军人小野田宽郎而知名。

## 生平
1969年3月，周游列国。
1974年2月，在菲律宾卢邦岛偶然遇到残留日本兵小野田宽郎少尉。
1974年3月12日，小野田宽郎、铃木纪夫、谷口义美三人一起回到日本。
1978年，结婚。夫妻两人一起经营喫茶店。
1986年11月，在道拉吉里峰第四峰（Dhaulagiri IV）遇难，享年38岁。遺體於隔年10月被發現。

## 著作
- 『大放浪：小野田少尉発見の旅』
  - 文藝春秋版、1974年
  - 朝日新聞社版、1995年

## 影视形象
- Masa Kanome - 小野田的战争（Onoda's War） [1]
- 堺雅人 - 过迟归国实录——小野田少尉（2005年富士电视台）
- 青木崇高 - 小野田さんと、雪男を探した男　～鈴木紀夫の冒険と死～（2018年NHK电视台）
- 仲野太賀 - 小野田,丛林中的一万个夜晚（2021年、法国）